# 1,3-dimethyl-2-imidazolidinon
1,3-dimethyl-2-imidazolidinon (vaak afgekort tot DMI) is een organische verbinding met als brutoformule C5H10N2O. De stof komt voor als een kleurloze heldere vloeistof, die goed oplosbaar is in water. De verbinding is zowel thermisch als chemisch zeer stabiel. 1,3-dimethyl-2-imidazolidinon is hygroscopisch. De structuur en eigenschappen zijn analoog aan die van het oplosmiddel DMPU.

## Toepassingen
1,3-dimethyl-2-imidazolidinon wordt hoofdzakelijk gebruikt als polair aprotisch oplosmiddel met een hoog kookpunt. Dit is interessant voor bepaalde toepassingen in de organische synthese, waaronder bij de SN2-reactie. Het is in staat om zowel organische als anorganische verbindingen op te lossen. Daarom wordt het ook in de praktijk veel toegepast, onder meer in detergenten, kleurstoffen, elektronische materialen en bij de synthese van polymeren.

## Toxicologie en veiligheid
De verbinding kan worden opgenomen via de huid. In contact met de huid, de ogen en de luchtwegen ontstaat irritatie. Bij langdurig of herhaald contact kunnen lichte brandwonden ontstaan door het corrosieve karakter van de stof.